# Anton Wilhelm von L’Estocq

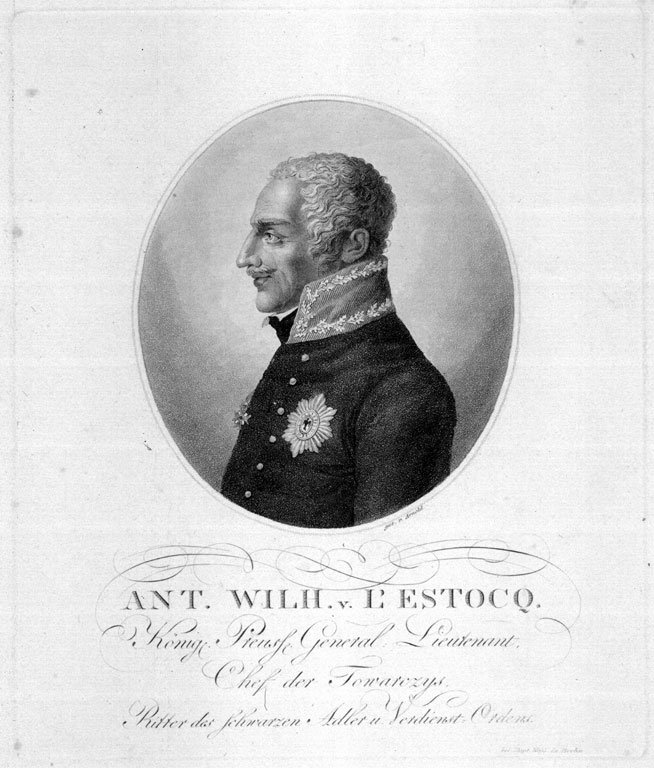
General von L’Estocq

Anton Wilhelm von L’Estocq (* 16. August 1738 in Celle; † 5. Januar 1815 in Berlin) war ein preußischer General der Kavallerie.

## Leben

### Herkunft
Anton Wilhelm entstammte einer hugenottischen Familie, die ursprünglich in der Picardie und der Champagne ansässig war. Er war der Sohn des preußischen Oberstleutnants a. D. Ludwig August L’Estocq (* 14. April 1688; † 3. Januar 1747) und dessen Ehefrau Ilse Sophie, geborene von Grabow, verwitwete von Hohenhorst (* 1700; † 20. August 1738).

### Militärkarriere
L’Estocq trat 1757 als Estandartenjunker dem Berliner Kürassierregiment Gens d’armes bei. Während des Siebenjährigen Krieges nahm er an den Schlachten von Zorndorf, Kunersdorf und Torgau teil und wurde 1760 Sekondeleutnant. Nach einem Gefecht bei Langensalza wurde er 1761 mit dem Orden Pour le mérite ausgezeichnet.
1768 wurde er zum Premierleutnant befördert und wechselte in das Regiment des Husarengenerals Hans Joachim von Zieten. Er wurde Zietens Adjutant und 1771 Stabsrittmeister, 1783 Major, 1790 Oberstleutnant, 1793 Oberst. König Friedrich Wilhelm II. ernannte ihn 1790 zum Kommandeur des II. Bataillons des Husarenregiments „von Eben“ Nr. 2.

### Koalitionskriege
Im Ersten Koalitionskrieg gegen Frankreich war seine Einheit an den Kämpfen bei Kaiserslautern, Morsbrunn und Trippstadt beteiligt. 1794 übernahm er das Kommando über das Husarenregiment „von Göcking“ Nr. 2. Sein Regiment war nach dem Frieden von Basel 1795 zur Sicherung der Grenze gegen Frankreich in Westfalen eingesetzt. 1797 wurde er Regimentschef des Husarenregiments „von Czettritz“ Nr. 1. Zunächst musste er in der Grafschaft Mark Räuberbanden bekämpfen. Im August 1802 besetzte er das Hochstift Paderborn und nahm die 1803 durch den Reichsdeputationshauptschluss sanktionierte Einverleibung des Hochstiftes durch Preußen vorweg.
L’Estocq wurde 1798 zum Generalmajor befördert und 1803 nach Neuostpreußen versetzt. Er übernahm das Oberkommando der preußischen Truppen in der Region und erhielt als Chef das Husarenregiment „von Günther“ Nr. 9. 1805 erfolgte die Beförderung zum Generalleutnant.
Im Vierten Koalitionskrieg nahm er 1807 mit seinem Stabschef Gerhard von Scharnhorst an der Schlacht bei Preußisch Eylau teil und wurde danach mit dem Schwarzen-Adler-Orden ausgezeichnet.
Nach der Niederlage in der Schlacht bei Friedland war er Mitglied einer vom König eingesetzten Immediatuntersuchungskommission.
Am 12. November 1808 ernannte man ihn zum Gouverneur der Berliner Residenz, 1812 erfolgte die Beförderung zum General der Kavallerie. Am 15. März 1813 wurden auf oberste Kabinettsorder aus Breslau zur Führung des Krieges gegen Frankreich vier Militärgouvernements (1813–1815) gebildet. Die Behörde als 1. Militärgouvernement zwischen Elbe und Oder bezeichnet, sollte von Militärgouverneur von L’Estocq und Zivilgouverneur und Geheimen Staatsrat Johann August Sack geleitet werden. Hier ging es um die Reorganisation der Generalkommission für das Einquartierungs-, Verpflegungs- und Marschwesen. Für die Angelegenheiten der Einquartierungen setzten sie den Regierungsbauinspektor Salomo Sachs ein. 1814 wurde Anton Wilhelm zum Gouverneur von Breslau ernannt.
Zum 13. August 1814  gewährte man ihm den Abschied mit einer jährlichen Pension von 6.000 Talern.
L’Estocq wurde am 8. Januar 1815 auf dem Friedhof der Berliner Garnisonkirche beigesetzt.

### Familie
L’Estocq heiratete 1775 in Wredenhagen Hedwig Gottliebe Maria von Brandt (* 1752; † 22. September 1776). Nach ihrem Tod vermählte er sich am 16. Juni 1780 in Moellenbeck mit Franziska Friederike von Koppelow (* 14. Oktober 1759; † 16. Oktober 1856), der Oberhofmeisterin der Prinzessin Wilhelm von Preußen. Aus den beiden Ehen gingen folgende Kinder hervor:
- Albertine (* 14. September 1776; † 4. Mai 1861), Hofdame der Prinzessin Friederike zu Solms-Braunfels und Stiftsdame zu Heiligengrabe
- Friedrich Joachim Bernhard Magnus  (* 1. April 1781; † 17. April 1810), preußischer Husarenoffizier ⚭ 1809 Agnes Ulrike Elisabeth von Lücken (* 27. Juli 1785; † 27. August 1868)
- Emilie (* 17. April 1782; † 27. März 1807), Stiftsdame von Drübeck
- Johann (Hans) Wilhelm (* 13. Dezember 1784; † 1. September 1856), preußischer Rittmeister a. D.

⚭ 1812 Philippine von Altrock (* 7. Januar 1786; † 1817)
⚭ 1822 Emilie Henriette von Rothmaler (* 23. März 1803; † 14. März 1885)
- Ludwig Emil Karl Georg (* 8. März 1788; † 22. Oktober 1864), preußischer Oberst sowie Hofmarschall zu Strelitz, Besitzer eines der Güter in Gibirgsdorf b. Görlitz[2][3]

⚭ 1817 Charlotte von Wülknitz (* 29. Mai 1796; † 27. März 1834), Eltern von Anton Wilhelm Karl von L’Estocq
⚭ 1837 Eveline von Matuschka (* 22. Januar 1818; † 15. Oktober 1900), Schwester von Hugo Graf von Matuschka-Greiffenclau
- Luise (* 7. November 1798; † 15. Juni 1879), Stiftsdame zu Heiligengrabe

## Trivia
Theodor Fontane erwähnt L’Estocq am Rande in seinen Wanderungen durch die Mark Brandenburg. Band 1 (Die Grafschaft Ruppin) „Am Ruppiner See“ – Neu-Ruppin: General von Günther. Dabei ging es um einen Angriff in der Schlacht bei Preußisch Eylau, in der L’Estocq die preußischen Truppen befehligte, und die freiwillige Meldung von vier Studenten der Hochschule Halle zu den Husaren, die später Militärkarrieren machten.